# Sichelgaita

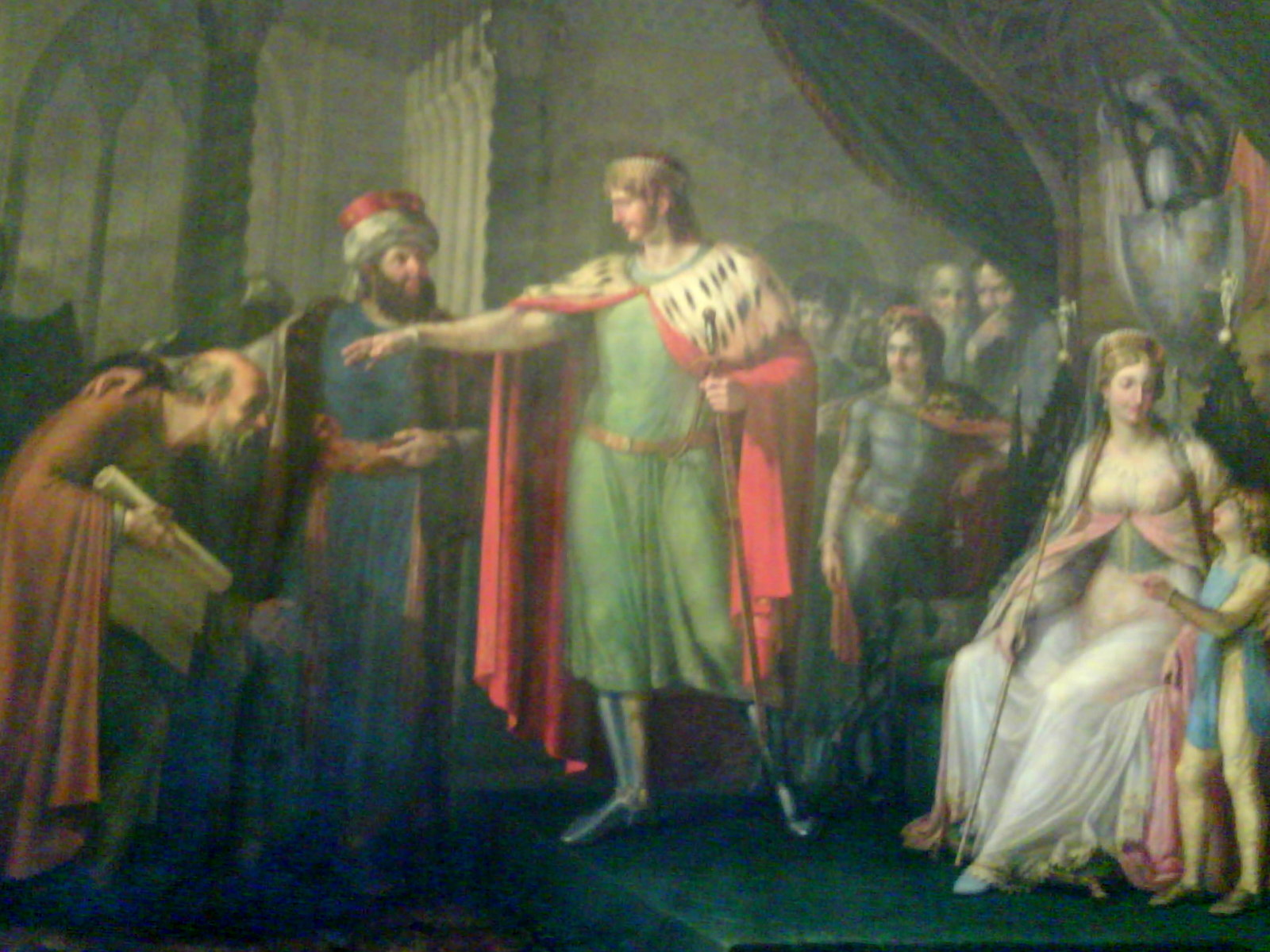
Roberto y su familia: Sichelgaita está sentada a la derecha.

Sichelgaita (también Sikelgaita o Sigelgaita) (1040-16 de abril de 1090) fue una princesa lombarda, la hija de Guaimario IV, príncipe de Salerno, y segunda esposa de Roberto Guiscardo, duque de Apulia. Comandaba tropas por derecho propio.
Se casó con Roberto en 1058, después de que Roberto se divorciara de su primera esposa, Alberada, debido a la supuesta consanguinidad. Su hermana Gaitelgrima se había casado antes con el medio hermano de Roberto, Drogo. El divorcio de Alberada y el matrimonio con Sichelgaita formaron probablemente parte de una estrategia de alianza con el resto de príncipes lombardos, de los que Guaimar era jefe. Alberada, por su parte, parece que no tuvo ningún problema a la hora de disolver su matrimonio.
Sichelgaita intentó mediar entre su hermano Gisulfo II de Salerno y esposo cuando sus relaciones empeoraron, pero sus ruegos no fueron atendidos y ella aceptó la suerte de su hermano en la guerra con Guiscardo (1078).
Sichelgaita frecuentemente acompañó a Roberto en sus conquistas. Dirigió el asedio de Trani (1080) cuando Roberto se movió contra Tarento. Aunque al principio intentó persuadirlo de no atacar el Imperio bizantino, a pesar de todo trajo tropas y lo acompañó en su campaña contra ellos. . En la batalla de Dirraquio en 1081 estaba en el campo con toda la armadura, juntando sus tropas y las de Roberto cuando al principio fueron rechazados por el ejército bizantino y estaban en peligro de perder cohesión. Como una mujer de mediana edad con una gran familia, es improbable que ella fuera combatiente, aunque es obvio que estuvo cerca de la acción, probablemente en una especie de puesto de mando. Según la historiadora bizantina Ana Comneno, era "como otra Palas, si no una segunda Atenea", y, en la Alexiada, Ana le atribuye una cita de la Ilíada.
En 1083, Sichelgaita regresó a Italia con Roberto para defender al papa Gregorio VII contra el sacro emperador Enrique IV. Ella le acompañó en una segunda campaña contra los bizantinos, en la que Roberto murió en Cefalonia en 1085 con Sichelgaita a su lado. A principios de 1086, Sichelgaita estuvo en Salerno haciendo una donación de la ciudad de Centraro en su honor a Montecassino, que la pareja había dotado bien a lo largo de su vida casada.  Sichelgaita donó una gran suma de plata por su salud en otra ocasión en que estaba enferma.
Supuestamente, intentó envenenar al hijo de Roberto, Bohemundo, nacido de su primera esposa, aunque al final los dos llegaron a un acuerdo por el cual el hijo de ella, Roger Borsa podría suceder a Roberto en el ducado. Con su hijo puso a los judíos de Bari bajo el arzobispo de la ciudad.
A su muerte, fue enterrada, por petición propia, en Montecassino.

## Hijos
Con Roberto, Sichelgaita tuvo ocho hijos:
- Mafalda (1059/1060 – 1108), casada con Ramón Berenguer II de Barcelona y luego Aimeric I, vizconde de Narbona
- Roger Borsa (1060/1061 – 1111)
- Guy (m. 1107)
- Robert Scalio (m. 1110)
- Sibila, se casó con Ebles II, conde de Roucy
- Mabillia (Mabel), casada con Guillermo de Grandmesnil
- Heria, casada con Hugo V, conde de Maine
- Olympias, prometida a Constantino Ducas, hijo de Miguel VII Ducas y María Bagrationi, en 1074